# مصحف مكة المكرمة
مصحف مكة المكرَّمة هو مصحف خطَّه بيده في مكة المكرَّمة الخطَّاطُ السعودي العالم الشيخ محمد طاهر الكُردي المكِّي، صدرت الطبعة الأولى منه عام 1369هـ / 1949م، وهو أولُ مصحف يصدُر في عهد الدولة السعودية، وأُهديت أولُ نسخة منه إلى الملك عبد العزيز آل سعود.

## تاريخ مصحف مكة

نموذج من مصحف مكة بخط محمد طاهر الكردي

وردت في تاريخ كتابة مصحف مكة وطباعته عدة روايات، لا تخلو من بعض التفاوت في التفاصيل وفي التواريخ، نوردها جميعًا كما رويت في مصادرها.

#### رواية كاتب المصحف
روى الشيخ الكردي قصَّة كتابته للمصحف بإيجاز شديد، في كتابه "التاريخ القويم لمكة وبيت الله الكريم" 2/ 211، تحت عنوان (أول مصحف يُطبع بمكة) قال: "كان مؤلفُ هذا التاريخ محمد طاهر الكُردي المكي الخطاط، هو أولُ من فكَّر في كتابة وطبع مصحف شريف بمكة المشرَّفة موضع نزول القرآن الكريم، فقام بكتابته من أول سنة 1362هـ، وقد مكث سنوات في كتابته، ثم في تصحيحه بدقة تامَّة وعناية بالغة.
ثم تألفت شركة بمكة لطبعه، فطُبع في سنة 1369هـ في عهد الملك عبد العزيز بن عبد الرحمن آل سعود رحمه الله تعالى وأحسن إليه. ثم أُعيد طبعُه مرَّات عديدة بأحجام مختلفة، فكان هذا المصحف الكريم واسمه (مصحف مكة المكرَّمة) أولَ مصحف يكتبه خطاط مكي، وأول مصحف يُطبع بمكة المكرمة، فغفر الله تعالى لكاتبه المذكور، ولمن قام بطبعه وتصحيحه، ولمن قرأ فيه ونظر إليه، آمين. والحمد لله رب العالمين".

#### رواية طابعي المصحف
تبنَّى فكرةَ طباعة مصحف في مكة مجموعةٌ من الأساتذة والوجهاء هم: الشيخ إبراهيم سليمان النوري المدرِّس في الحرم المكي، والمؤرِّخ محمد علي مغربي، والشيخ التاجر عبد الله محمد سالم باحمدين. وكلَّفوا الخطاط محمد طاهر الكُردي كتابةَ المصحف الشريف، فمكث ثلاثة أعوام عاكفًا على نسخ مصحف بولاق المِصري، برسم موافق لرسم المصحف الإمام مصحف أمير المؤمنين عثمان بن عفان، كتبه بخطِّ النسخ، بقراءة حفص عن عاصم، وفرغ منه عام 1362هـ/ 1943م.
ثم أُنشئت لجنة بأمر الحكومة السعودية لمراجعة المصحف، تألفت من شيخ القرَّاء بمكة أحمد حامد التيجي، وإمام الحرم المكي عبد الظاهر أبو السمح، وعضوين من وِزارة المعارف هما الشيخ إبراهيم سليمان النوري، ومحمد بن أحمد شطا. ولمَّا انتهت المراجعة عُرض المصحفُ على شيخ قرَّاء الديار المصرية علي بن محمد الضبَّاع؛ ليكونَ معتمدًا في العالم الإسلامي.
عُرضَت النسخة الخطية على الأمير فيصل بن عبد العزيز نائب الملك عبد العزيز آل سعود في الحجاز يومئذ، فسُرَّ بها، وعرضها على والده الملك عبد العزيز عام 1367هـ، فأقرَّ طباعتها، وأُنشئت شركة لذلك باسم شركة مصحف مكة المكرمة (شركة خاصة أهلية وليست حكومية)، بحي الشبيكة في مكة، بإدارة عبد الله باحمدين، اقتنت آلات طباعة أمريكية لطباعة المصحف بأحجام مختلفة، ثم عقدت اتفاقًا مع مهندسين قدِموا لتركيبها. وصدرت الطبعة الأولى من المصحف بنجاح عام 1369هـ/ 1949م، وكُتب على غلافه: (مصحف مكة المكرَّمة، كتبه محمد طاهر الكُردي المكي الخطاط بالمعارف العامَّة بمكة المكرَّمة، طُبع على نفقة شركة مصحف مكة المكرَّمة في عهد صاحب الجلالة الملك عبدالعزيز آل سعود).
وأُهديت النسخةُ الأولى منه إلى الملك عبد العزيز، ونُسَخٌ أُخرى إلى وليِّ عهده الملك سعود، وإلى كبار العلماء. وقال الخطاط الكُردي حين طُبع المصحف: إن أعظمَ شيء عمله هو كتابتُه لمصحف مكة المكرمة، ويرجو الله تبارك وتعالى أن يجعلَه عملًا مبرورًا خالصًا لوجهه الكريم، وأن يتقبَّل الأعمال.

#### رواية المغربي
ذكر المؤرِّخ محمد علي مغربي في كتابه "أعلام الحجاز"، قصَّة مصحف مكة ومُفادها: أن محمد طاهر الكُردي رغب في كتابة مصحف شريف بخطِّه، وعرض فكرته هذه على الشيخ الأديب محمد سرو الصبَّان، فأيده وشجَّعه، واقترح عليه أن يكتبَ القرآن بيده ويهديَ النسخة الخطية إلى الملك عبد العزيز، ولقيت الفكرة القَبول لدى الكُردي لكنَّه اقترح أن يُطبعَ المصحف طباعة ليعُمَّ النفعُ به، فجلب له الشيخ الصبَّان مطبعة خاصَّة لطباعة مصحفه.
انتشرت نُسَخُ مصحف مكة في السعودية وسائر بلاد الإسلام، وكان أولَ مصحف يُطبع في عهد المملكة العربية السعودية. وقد طُبعت منه آلافُ النسخ في مكة، وكان الحُجَّاج والمعتمرون يحملونه معهم إلى أوطانهم على مدار أكثرَ من ثلاثة عقود من الدهر. وبقي مشهورًا متداولًا حتى إنشاء مجمَّع الملك فهد لطباعة المصحف الشريف، وطباعة مصحف المدينة الذي خطَّه الخطاط السوري عثمان طه، ووُزِّعت منه ملايينُ النسخ في أرجاء العالم.

## لجنة مراجعة المصحف
- أحمد حامد التيجي، شيخ قرَّاء مكة.
- عبد الظاهر أبو السمح، إمام الحرم المكي.
- إبراهيم سليمان النوري، المدرِّس في الحرم المكي.
- محمد بن أحمد شطا، أول سعودي يحصل على الدكتوراه في التربية والآداب من مصر.
- علي بن محمد الضبَّاع، شيخ قرَّاء الديار المصرية.

## الملاحظات
1. ↑  في كتاب "حياة الأمجاد من العلماء الأكراد" لطاهر مُلَّا عبد الله البحركي 3/ 95: بدأ بكتابة المصحف عام 1946، وأتمَّه عام 1950!

## وصلات خارجية
- قصة مصحف مكة المكرمة - الجزء الأول
- قصة مصحف مكة المكرمة - الجزء الثاني
- قصة مصحف مكة المكرمة - الجزء الثالث
- الخط العربي | محمد طاهر الكردي